# Csodálatos világ (album)
Ezen az 1998-as CD-n Koncz Zsuzsa a magyar popzene népszerű képviselőivel énekel duetteket.

## Az album dalai
1. Mindig volt, mindig lesz (Menyhárt János – Demjén Ferenc) – duett Demjén Ferenccel 5:30
2. Osztálykirándulás (Presser Gábor – Sztevanovity Dusán) – duett Sztevanovity Zoránnal 4:38
3. Vándorcirkusz (Lerch István – Horváth Attila) – duett Somló Tamással 4:52
4. Csodálatos világ (Bódi László) – duett Bódi Lászlóval 4:21
5. Amikor (Illés Lajos – Bródy János) – duett Bródy Jánossal 3:54
6. Hajnali szerenád (Pálvölgyi Géza – Kovács Tamás) – duett Tátrai Tiborral 4:14
7. Hajszálak (Tolcsvay László – Bródy János) – duett Hevesi Tamással 4:56
8. Kegyetlen játék (Gerendás Péter – Bródy János) – duett Gerendás Péterrel 4:10
9. Légy óvatos (Tolcsvay László – Bródy János) – duett Tolcsvay Lászlóval 4:58
10. Csillagvár (Tolcsvay László – Bródy János) 4:50

## Külső hivatkozások
- Információk Koncz Zsuzsa honlapján
- a felvételek részletes stábja